# Festung Andimachia
Die Festung Andimachia (griechisch Κάστρο Αντιμάχειας) ist eine mittelalterliche Johanniterfestung 3 km östlich von Andimachia, dem Verwaltungssitz der Gemeinde Iraklidis auf der griechischen Insel Kos.

## Lage
Die strategische Position auf einem Plateau in etwa 170 m Höhe oberhalb der Bucht von Kardamena erlaubte die Kontrolle des Seeweges zwischen Kos und der südlich gelegenen Insel Nisyros sowie der Nord-Süd-Verbindung im Inselinnern.

## Geschichte
Bereits in byzantinischer Zeit existierte an derselben Stelle eine Burg. Der erste schriftliche Hinweis weist auf den Großmeister des Johanniterordens Helion de Villeneuve als Erbauer zwischen 1337 und 1346 hin. Eine Ordensversammlung beschloss 1383 ein Gefängnis für verurteilte Ordensritter einzurichten. Mehrere osmanische Angriffe im 15. und 16. Jahrhundert konnten aufgrund der Bauweise abgewehrt werden. So auch die 23-tägige Belagerung der Insel im Juni 1457. Nachdem die Festung Neratzia in der Stadt Kos und die Burg Peripato sowie die Umgebung aufgegeben worden waren, zog sich die Inselbevölkerung (12.000 Menschen) in die Festungen Palio Pyli, Kefalos und Andimachia zurück. Da die übrigen Festungen schwer zugänglich waren, konzentrierten sich die Belagerer auf die Festung Andimachia, die lediglich von 15 Ordensrittern mit etwa 300 Inselbewohnern verteidigt wurde. Dabei starben 15 Verteidiger, bei den Belagerern beliefen sich die Verluste auf 1000 Tote und über 2000 Verwundete. Nahezu die Hälfte der Insel wurde von den Belagerern kontrolliert, trotzdem zogen sie sich nach umfangreichen Zerstörungen und Plünderungen aus unerklärlichen Gründen zurück. Nach Beschädigungen durch ein Erdbeben 1493 wurde unter Pierre d’Aubusson in Erwägungen gezogen an anderer Stelle eine neue Festung zu errichten, dem standen aber wirtschaftliche Gründe entgegen. Die notwendigen Reparaturarbeiten waren bereits ein Jahr später abgeschlossen. Fabrizio del Carretto ließ im frühen 16. Jahrhundert am Haupteingang an der Nordwestseite eine hufeisenförmige Bastion anbauen. Nach der Belagerung von Rhodos (1522) und der Niederlage der Johanniter gelangte die Insel Kos unter osmanische Herrschaft.
Zu Beginn des 19. Jahrhunderts gaben die Einwohner die Siedlung in der Festung auf und ließen sich im nahe gelegenen Andimachia nieder. Die Stationierung der wenigen osmanischen Wachen endete 1871. Den Erdbeben am 8. Februar 1926 (Stärke 5,4 Richterskala) und am 23. April 1933 (Stärke 6,6 Richterskala) hielten die Festungsmauern sowie zwei Kirchen im Inneren stand, alle übrigen Gebäude wurden zerstört. Heute ist die Festung für Besucher zugänglich.

## Anlage

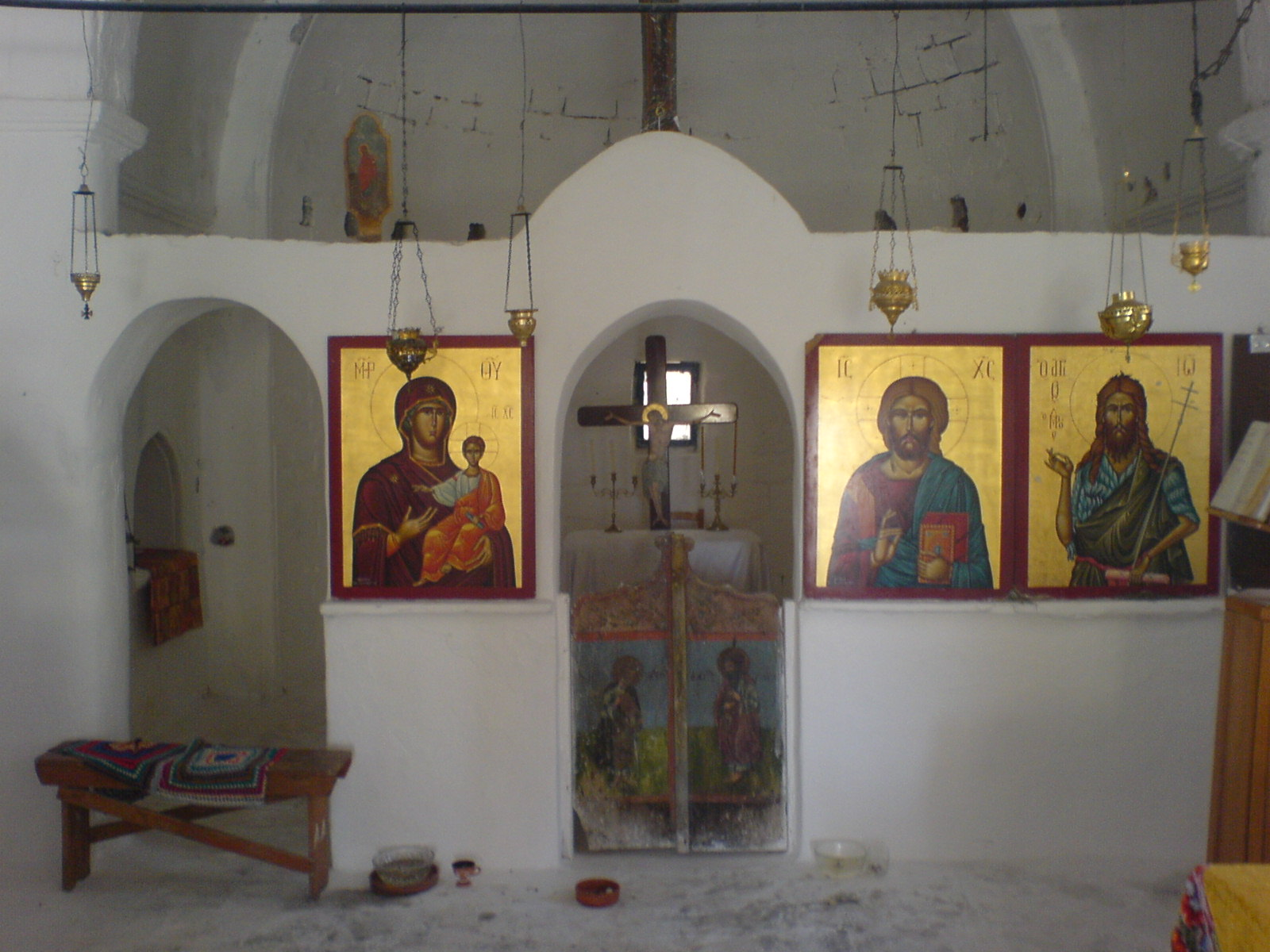
Innenraum der Kirche Agia Paraskevi in der Festung Andimachia

Die Wehrmauer mit einem Umfang von 970 m bildet ein unregelmäßiges Viereck als Grundriss. Der Wehrgang ist mit einem Zinnenkranz bestückt, die Anlage turmlos. Der Haupteingang befindet sich an der Nordwestseite und wurde nachträglich durch eine Bastion gesichert. Oberhalb des Innentores ist das Wappen des Großmeisters Pierre d’Aubusson mit der Jahreszahl 1494 in der Mauer eingelassen. Dem Gesims nach zu schließen befanden sich darüber Mordlöcher.
Die Größe von 2,625 ha lässt auf eine Siedlung im Inneren schließen. Zunächst diente die Anlage als Fliehburg der umliegenden Orte, später wurde eine Siedlung gegründet.
Mit Ausnahme von zwei Kirchen sowie einigen Zisternen sind im Inneren keine weiteren Bauwerke erhalten geblieben. In der einschiffigen Kapelle Agios Nikolaos (Άγιος Νικόλαος) mit einer Apsis an der Ostseite sind Fresken aus dem 15. und 16. Jahrhundert teilweise erhalten. Vermutlich wurde die Steinplatte über dem Eingang mit drei Wappen u. a. des Großmeisters del Carretto und der Jahreszahl 1520 nachträglich angebracht. Die ebenfalls einschiffige Kirche Agia Paraskevi (Αγία Παρασκευή) wurde im Jahr 1705 erbaut. Von der Kirche Panagia Eleimonitrias (Παναγία της Ελεημονήτριας) sind lediglich Ruinen erhalten. Während der osmanischen Zeit existierte eine Moschee.